# Андреев, Павел Захарович
Па́вел Заха́рович Андре́ев (25 февраля (9 марта) 1874, с. Осьмино, Санкт-Петербургская губерния — 14 сентября 1950, Ленинград) — русский и советский оперный певец (бас-баритон), педагог, народный артист СССР (1939). Кавалер ордена Ленина (1939).

## Биография
Родился 25 февраля (9 марта) 1874 года в селе Осьмино (ныне — в Лужском районе, Ленинградская область) в семье печатника.
С 17 лет обучался пению у актрисы Е. Чистяковой, позднее на музыкально-драматических курсах Е. Рапгофа. Ушёл из дома в ответ на неприятие отцом его занятий пением.
С 19 лет пел в хоре летней оперы (антреприза М. Лентовского) в Москве. С осени 1893 года выступал на эстраде с сольными номерами и в дуэтах.
В 1893—1894 годах обучался в Московском синодальном училище церковного пения. После службы в армии, в 1898 году поступил в Санкт-Петербургскую консерваторию (класс В. М. Самуся, позже С. И. Габеля), которую окончил в 1903 году. В этот период зарабатывал на жизнь пением в хоре и частными уроками пения. С 1900 года был знаком с Н. Римским-Корсаковым, А. Лядовым, А. Глазуновым, которые оказали большое влияние на его формирование как артиста.
В 1903 году дебютировал в партии Демона в одноимённой опере А. Г. Рубинштейна на сцене Народного дома. В 1904—1905 годах — солист «Лирической оперы» (театр В. А. Неметти), в 1905—1906 — «Новой оперы» А. А. Церетели. В 1907 году вновь выступил на сцене Народного дома (все в Санкт-Петербурге). В апреле того же года по приглашению Э. Ф. Направника дебютировал в Демоне на сцене Мариинского театра (Санкт-Петербург), однако в труппу не был принят. В июне 1907 гастролировал в Самаре в составе Санкт-Петербургского Оперного товарищества под руководством М. Ф. Шигаевой, где выступил в партии Графа Томского в «Пиковой даме» П. И. Чайковского.
В 1906—1908 годах — солист Киевского оперного театра (ныне Национальная опера Украины), где сформировался как крупный певец, создав там около 30 партий.
В 1909—1948 годах — солист Мариинского театра (в 1935—1992 — Ленинградский театр оперы и балета им. С. М. Кирова). Был членом художественного совета Ленинградского театра оперы и балета им. С. М. Кирова.
Летом 1912 года выступал в закрытом театре Луна-Парка (Санкт-Петербург) в опере «Камо грядеши?» Ж. Нугеса (1-й исполнитель партии).
Летом 1913 и 1914 года по приглашению С. Дягилева принимал участие в «Русских сезонах» в Париже и Лондоне, где выступал вместе с М. Бриан, Е. Петренко, В. Дамаевым, И. Ершовым, Ф. Шаляпиным. В Париже пел в концертах в пользу русских эмигрантов. Гастролировал также в Варшаве и Гельсингфорсе.
Репертуар певца насчитывал 64 партии (героические, комедийные, характерные, а в первые годы сценической деятельности и лирико-драматические) в 35 операх русских и 29 — зарубежных композиторов.
Сыграл главную роль в балете на музыку А. Глазунова «Стенька Разин», поставленном на сцене Мариинского театра балетмейстером М. Фокиным (1916—1918).
Выступал как камерный певец, репертуар включал арии из опер, русские народные песни, романсы русских и зарубежных композиторов, сольные партии в «Страстях по Матфею» И. С. Баха и кантате «Весна» С. В. Рахманинова. 1-й исполнитель сольной партии в «Колоколах» С. В. Рахманинова (30 ноября 1913, п/у автора, Санкт-Петербург).
Часто гастролировал с концертами: в 1906 — Тамбов, Пенза, Оренбург, Ташкент, Самарканд, Ашхабад, в 1907 — Вятка, Нижний Тагил, Екатеринбург, Тюмень, Челябинск, Самара, летом 1908 — в Севастополь, Симферополь, Феодосия, Евпатория и Ялта: выступал также в Москве, Риге, Одессе, Смоленске, Ростове-на-Дону. После революции принимал активное участие в концертах для красноармейцев, пел на фабриках и заводах, в годы войны жил в блокадном Ленинграде, выступал в концертах для солдат РККА.
В 1919—1928 и 1934—1950 годах преподавал в Ленинградской консерватории (с 1926 — профессор). Среди его учеников — Н. И. Васильев, Д. С. Мчедлидзе, Е. Б. Флакс, В. А. Чарушников.
Записывался на грампластинки в Санкт-Петербурге.
Умер 15 сентября 1950 года (по другим источникам — 14 сентября) на 77-м году жизни в Ленинграде. Похоронен в некрополе мастеров искусств (Тихвинское кладбище) Александро-Невской лавры.

### Семья
- Жена — Любовь Андреева-Дельмас (1884—1969), оперная (меццо-сопрано) и концертная певица, вокальный педагог.

## Звания и награды
- Народный артист РСФСР (1934)
- Народный артист СССР (1939)
- орден Ленина (1939)

## Адреса в Санкт-Петербурге — Петрограде — Ленинграде
- 1909—1913 — Офицерская улица (Декабристов с 1918), 26;[6]
- 1913—1917 — Офицерская улица, 53;
- 1917—1950 — улица Писарева, 18.

## Партии

### Народный дом(Санкт-Петербург)
- 1903 — «Демон» А. Г. Рубинштейна — Демон
- 1903 — «Царская невеста» Н. А. Римского-Корсакова — Григорий Грязной

### «Лирическая опера» (театр В. А. Неметти) (1904—1905)
- «Дон Жуан» В. А. Моцарта — Дон Жуан
- «Виндзорские проказницы» О. Николаи — Мистер Форд
- «Гензель и Гретель» Э. Хумпердинка — Отец

### «Новая опера»А. А. Церетели(1905—1906)
- «Травиата» Дж. Верди — Жорж Жермон
- «Паяцы» Р. Леонкавалло — Тонио
- «Заза» Р. Леонкавалло — Каскар
- «Царь и плотник» А. Лорцинга — Пётр I (1-й исполнитель партии)

### Киевский оперный театр(1906—1908)
- 1907 — «Джоконда» А. Понкьелли — Барнаба (1-й исполнитель партии)

### Труппа С. Дягилева (1913—1914)
- 1913 — «Борис Годунов» М. П. Мусоргского — Пимен (редакция и инструментовка Н. Римского-Корсакова, Лондон, театр «Друри-Лейн»)
- 1913 — «Псковитянка» Н. А. Римского-Корсакова — Юрий Токмаков (Лондон, театр «Друри-Лейн»)
- 1913 — «Хованщина» М. П. Мусоргского — Шакловитый (Лондон, театр «Друри-Лейн») (1-й исполнитель партии)
- 1914 — «Соловей» И. Ф. Стравинского — Китайский император (Париж, Thtre des Champs-lyses; Лондон, театр «Друри-Лейн») (1-й исполнитель партии)
- 1914 — «Князь Игорь» А. П. Бородина — Князь Игорь (Лондон, театр «Друри-Лейн») (1-й исполнитель партии)
- 1914 — «Майская ночь» Н. А. Римского-Корсакова
- 1914 — «Золотой петушок» Н. А. Римского-Корсакова (Париж, п/у П. Монтё) (1-й исполнитель партии)

### Мариинский театр
- 1911 — «Хованщина» М. П. Мусоргского — Шакловитый (1-й исполнитель партии)
- 1911 — «Летучий голландец» Р. Вагнера — Голландец (1-й исполнитель партии)
- 1912 — «Пиковая дама» П. И. Чайковского — Граф Томский
- 1914 — «Алеко» С. В. Рахманинова — Алеко (1-й исполнитель партии)
- 1914 — «Нюрнбергские мейстерзингеры» Р. Вагнера — Ганс Закс (1-й исполнитель партии)
- 1915 — «Сказка о царе Салтане» Н. А. Римского-Корсакова — Гонец (1-й исполнитель партии)
- 1916 — «Метель» А. С. Танеева — Тамураф (1-й исполнитель партии)
- 1918 — «Сказание о невидимом граде Китеже и деве Февронии» Н. А. Римского-Корсакова — Фёдор Поярок
- 1923 — «Тангейзер» Р. Вагнера — Вольфрам
- 1925 — «Дальний звон» Ф. Шрекера — Граф (1-й исполнитель партии)
- 1931 — «Чёрный яр» А. Ф. Пащенко — Стахей Андронович Спирин (1-й исполнитель партии)
- 1932 — «Вильгельм Телль» Дж. Россини — Вильгельм Телль (1-й исполнитель партии)
- 1933 — «Тристан и Изольда» Р. Вагнера — Курвенал
- 1933 — «Князь Игорь» А. П. Бородина — Князь Игорь
- «Декабристы» Ю. А. Шапорина — Николай I
- «Царь и плотник» А. Лорцинга — Пётр I
- «Царская невеста» Н. А. Римского-Корсакова — Григорий Грязной
- «Снегурочка» Н. А. Римского-Корсакова — Мизгирь
- «Борис Годунов» М. П. Мусоргского — Борис Годунов
- «Руслан и Людмила» М. Глинки — Руслан
- «Юдифь» А. Н. Серова — Олоферн
- «Псковитянка» Н. Римского-Корсакова — Иван Грозный
- «Евгений Онегин» П. И. Чайковского — Онегин и Гремин
- «Орестея» С. И. Танеева — Эгист
- «Чудо роз» П. П. Шенка — Людвиг
- «Фауст» Ш. Гуно — Валентин и Мефистофель
- «Аида» Дж. Верди — Амонасро
- «Паяцы» Р. Леонкавалло — Тонио
- «Гибель богов» Р. Вагнера — Гунтер
- «Кармен» Ж. Бизе — Эскамильо
- «Демон» А. Г. Рубинштейна — Демон
- «Вражья сила» А. Н. Серова — Пётр

## Грамзаписи
Свыше 70 произведений; «Граммофон», 1900, 1901, 1905—1907; «В. И. Ребиков», 1904), РАОГ (1911), «Тонофон», «Орфеон», «Музтрест» (1930); архивные записи — в ГЦММК, ЦГАЗ СССР (с 1992 — Российский государственный архив фонодокументов РГАФД, в том числе песня М. А. Балакирева «У ворот, ворот батюшкиных» в сопровождении фортепиано (М. Т. Дулов), запись 1936 или 1937 г.; Арх. № Г-23532.

## Память
- В 1935 году художник П. Д. Бучкин написал портрет П. З. Андреева.
- В Ленинграде, по адресу улица Писарева, дом 18, в 1967 году была установлена мемориальная доска (скульптор Н. В. Дыдыкин, архитектор Н. С. Болотский) с текстом: «В этом доме с 1917 г. по 1950 г. жил выдающийся певец и педагог, народный артист СССР Павел Захарович Андреев»[7].